# NGC 6022
NGC 6022 é uma galáxia espiral barrada (SBbc) localizada na direcção da constelação de Serpens. Possui uma declinação de +16° 16' 58" e uma ascensão recta de 15 horas, 57 minutos e 47,9 segundos.
A galáxia NGC 6022 foi descoberta em 19 de Maio de 1881 por Édouard Jean-Marie Stephan.